# Bairdia expansa
Bairdia expansa är en kräftdjursart. Bairdia expansa ingår i släktet Bairdia och familjen Bairdiidae. Inga underarter finns listade.